# Solanum elaeagnifolium
Espèce
Solanum elaeagnifolium, la Morelle à feuilles de chalef, est une espèce végétale de la famille des Solanaceae. Cette plante herbacée vivace à fleurs violettes ou mauves est originaire du continent nord-américain, mais elle a colonisé tous les continents.
Elle fait l'objet de campagnes de surveillance et d'éradication aussi bien en Europe de l'Est, en Afrique du Nord, en Australie et en Afrique du Sud, où elle est une adventice dans le sens botanique du terme et invasive ; dans certaines régions des États-Unis, elle est une adventice dans le sens agronomique du terme et envahissante. Cette plante est de plus toxique, piquante et constitue un réservoir à organismes ravageurs. Elle semble cependant présenter quelque intérêt dans le domaine pharmaceutique ; elle a notamment été utilisée par les Amérindiens du sud-ouest des États-Unis.

## Nom vernaculaire ambigu
Attention, l'appellation « morelle jaune » peut désigner cette espèce ou par erreur ? Solanum villosum Miller, la « morelle velue » ou « morelle orangée ».

## Description morphologique

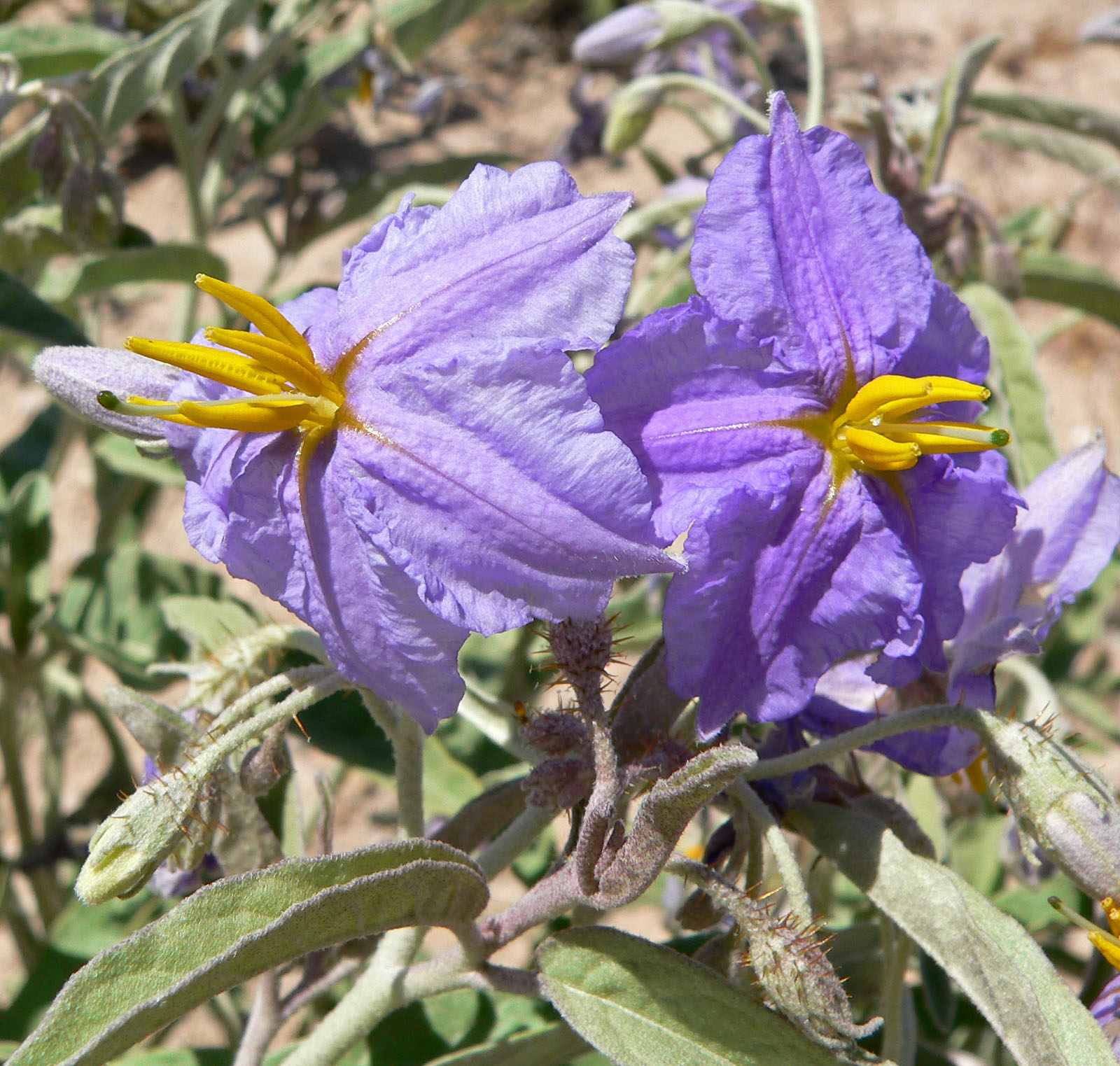
Feuilles et fleurs de Solanum elaeagnifolium

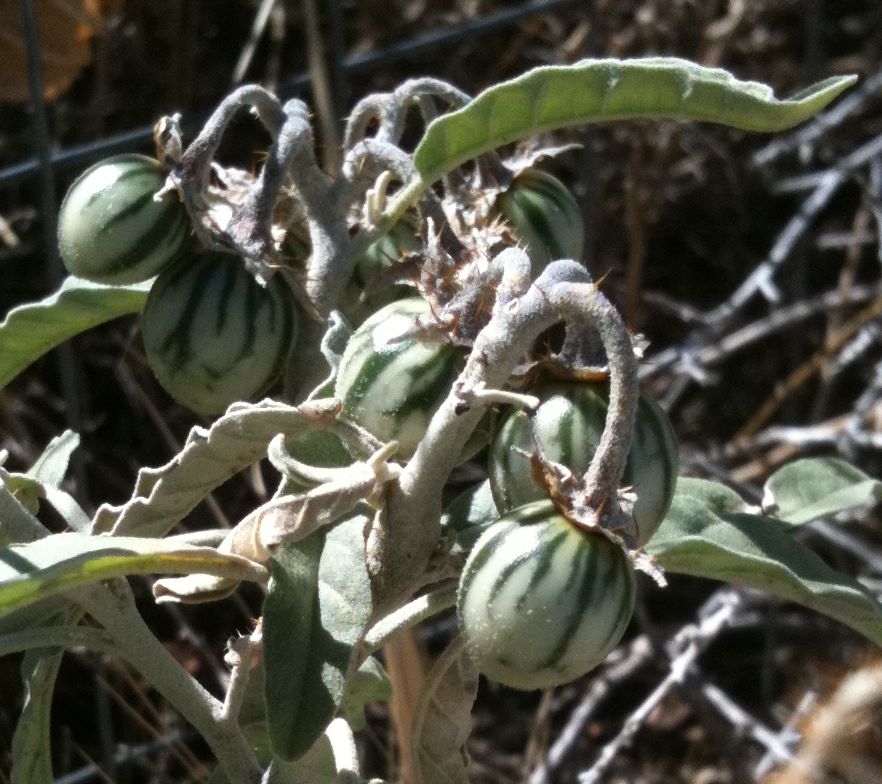
Baies immatures de Solanum elaeagnifolium ; le calice marcescent est bien visible à la base de chaque baie

### Appareil végétatif
C'est une plante pérenne herbacée, mais qui peut être un peu ligneuse à la base. Elle mesure jusqu'à 90 cm de hauteur et pousse en touffe de tiges feuillées. Elle est parfois garnie par place de fines épines brun-rougeâtre ou jaunâtre, situées notamment en haut des tiges ou sur la nervure principale des feuilles. Les feuilles sont de forme lancéolée, mais très allongées, mesurant de 2.5 à 10 cm de longueur (16 cm au maximum) pour 1 à 4 cm de largeur. Elles ont une bordure parfois entière, mais le plus souvent ondulée voire très légèrement lobée. Elles ont souvent une légère teinte grisâtre ou gris-bleuté due à des poils courts, qui peuvent aussi être présents sur les tiges ainsi que sur le calice des fleurs. Ces poils ont une forme d'étoile, visible à un grossissement x20. Les feuilles sont portées par un pétiole de 0,5 à 2 cm de longueur,.
Les racines, très développées, peuvent aussi bien s'étendre à faible profondeur que s'enfoncer jusqu'à 2 m de profondeur. Elles ont une forte propension à drageonner.

### Appareil reproducteur
La floraison survient entre mai et septembre.
L'inflorescence est une cyme composée de 1 à 7 fleurs (plus généralement de 3 à 5) portées par un pédoncule long de 5 à 20 mm. Les fleurs sont en forme d'étoile à 5 branches, de couleur bleu-violacé, violette ou mauve, plus rarement blanche. La corolle, aux pétales soudés, mesure 2 à 3 cm de diamètre. Le calice, marcescent, mesure de 5 à 7 mm et est divisé en 2 à 4 lobes de forme linéaire. Les anthères sont jaunes et assez longs (de 7 à 9 mm). Ils sont disposés autour du style et forment une sorte de cône au centre de la fleur, surtout lorsque la fleur est récemment ouverte. Le pistil blanchâtre est surmonté d'un stigmate vert,.
Le fruit est une baie globalement sphérique d'environ 1 à 1,5 cm de diamètre, brillante, jaune ou jaune-orangé à maturité. Les baies murissent en 4 à 8 semaines. Une seule plante peut produire de 40 à 60 fruits, pouvant contenir chacun entre 60 et 120 graines de 2 ou 3 mm de diamètre, aplaties, lisses, de couleur brun-verdâtre.

### Espèces similaires
En Australie, Solanum elaeagnifolium peut être confondue avec Solanum coactiliferum, Solanum esuriale ou Solanum karsensis. Au Texas, il peut y avoir confusion avec Solanum carolinense ; des cas d'hybridation avec cette espèce ont été rapportés. En Afrique du Sud, la confusion peut exister avec Solanum panduriforme, d'autant plus que des cas d'hybridations ont été constatés entre ces deux espèces.

## Répartition et habitat
Solanum elaeagnifolium pousse dans les zones dégagées arides, telles que les bords de route ou les parcelles abandonnées, mais aussi dans les champs, vergers ou clairières, à une altitude généralement inférieure à 1 300 m.
Elle est originaire du nord du Mexique et du centre et sud-ouest des États-Unis, mais de par ses qualités de plante envahissante, elle a colonisé une partie du Mexique et une grande partie des États-Unis (elle est présente en Alabama, Arizona, Arkansas, Californie, Caroline du Nord, Caroline du Sud, Colorado, État de Washington, Floride, Géorgie, Hawaii, Idaho, Illinois, Indiana, Kansas, Kentucky, Louisiane, Maryland, Mississippi, Missouri, Nebraska, Nevada, Nouveau-Mexique, Ohio, Oklahoma, Oregon, Tennessee, Texas, Utah). Elle a aussi envahi le Guatemala et le Honduras en Amérique centrale et l'île de Porto Rico, et a atteint certains pays d'Amérique du Sud, tels que l'Argentine, le Chili, le Paraguay et l'Uruguay.
Mais elle ne s'est pas arrêtée aux continents américains : elle a aussi colonisé toute l'Australie, ainsi que le sud de l'Europe (France, Espagne, Italie, Croatie, Serbie, Monténégro, République de Macédoine, Grèce et Chypre). Selon le projet « DAISIE » (Delivering Alien Invasive Species Inventories for Europe), fondé par le 6e programme cadre de recherche et développement de la Commission européenne, elle aurait aussi envahi la Belgique, les Baléares, le Portugal et la Sardaigne. Elle a aussi envahi certains pays d'Afrique, notamment les pays méditerranéens (Maroc, Algérie, Tunisie), de même que le Zimbabwe, l'Afrique du Sud et le Lesotho. Elle a gagné certains pays d'Asie (une partie de l'Inde et Taiwan) et du Proche-Orient (Égypte, Israël et Syrie).

## Rôle écologique

### Plante toxique
Le caractère toxique de cette plante est lié à la présence de glycoalcaloïdes trouvés chez d'autres espèces de Solanaceae toxiques : la solanine et la solasonine.
Ses baies notamment sont toxiques et peuvent provoquer des empoisonnements chez le bétail et chez les enfants. Elles sont cependant consommées par les oiseaux et les rongeurs sans dommage apparent, mais aussi, sans que cela soit pour le moment (2010) expliqué, par le bétail et les antilopes en Afrique du Sud. Les symptômes d'un empoisonnement sévère par cette plante se traduisent par des troubles nerveux tels qu'une apathie, de la somnolence, des tremblements, des difficultés respiratoires voire dans les cas les plus graves une paralysie et une perte de connaissance, et gastro-intestinaux, tels qu'une salivation excessive, des vomissements et diarrhées,,.
La plante semble de plus avoir des propriétés allélopathiques, notamment vis-à-vis des plants de coton. Selon une étude menée en Afrique du Sud, cette propriété serait liée à un exsudat produit par les poils en étoile qui couvrent la plante ou par les baies,.

### Plante envahissante

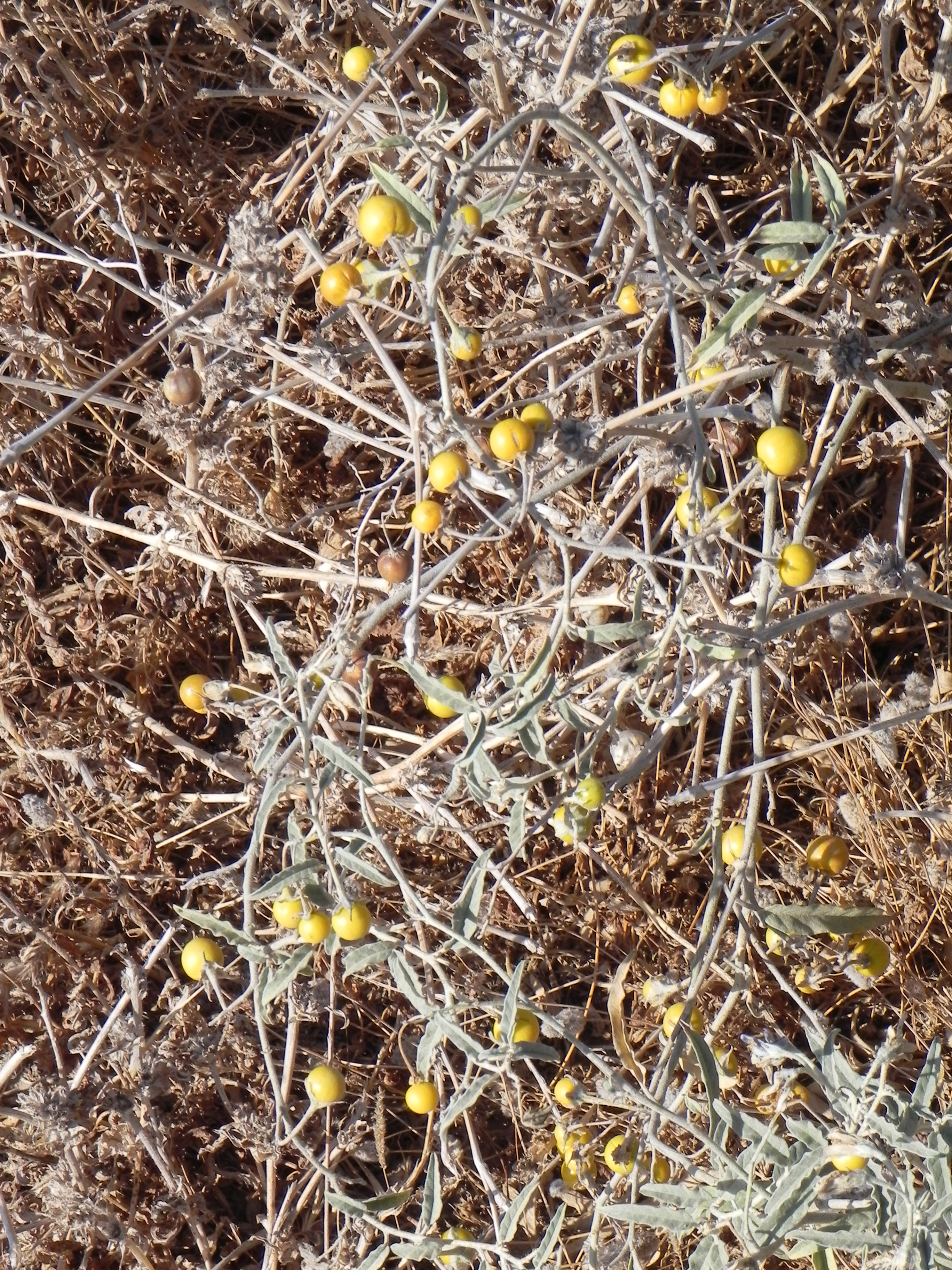
Buisson desséché de Solanum elaeagnifolium couvert de baies

Ces caractéristiques sont liées à plusieurs phénomènes. Les plus importants sont la toxicité de la plante, qui lui permet d'être épargnée par les grands herbivores, mais aussi ses grandes capacités à se reproduire et selon plusieurs méthodes.

#### Par reproduction asexuée
Les parties aériennes de la plante meurent et se dessèchent généralement en hiver, les tiges mortes continuant à porter les baies même au cœur de l'hiver. La plante survit grâce à ses capacités de régénération, notamment au niveau des racines. Au printemps suivant, des bourgeons situés à la base des tiges ou au niveau des racines permettront une reprise de la végétation. Les racines pouvant courir sous le sol sur une grande distance, cela permet une dispersion de la plante par multiplication végétative (reproduction asexuée) : de nouveaux individus, des drageons issus de bourgeons situés à l'extrémité de racines secondaires et identiques à leur parent, pourront en effet apparaître à quelques mètres de distance de ce dernier.
Les capacités à drageonner de cette espèce sont remarquables : des fragments de racine profondément enterrés, jusqu'à 50 cm de profondeur, peuvent régénérer un plant. Des fragments de petite taille peuvent produire un drageon, même s'ils ne mesurent qu'un centimètre de longueur. De plus un fragment de racine de 5 cm de long peut survivre jusqu'à 15 mois si le sol est suffisamment humide. Ces racines supportent de fortes sécheresses ; elles sont par contre tuées par un froid trop prononcé ou un sol inondé.

#### Par reproduction sexuée
Solanum elaeagnifolium peut évidemment aussi se reproduire de façon sexuée, grâce aux graines contenues dans les baies. Ces fruits sont capables de flotter dans l'eau et, en cas de crue à la suite d'une averse subite, être emportés et dispersés sur une assez longue distance le long des ruisseaux ainsi créés. De plus, les parties aériennes desséchées, qui portent encore les fruits, peuvent devenir des buissons virevoltants et laisser tomber les baies et graines parfois loin de leur point d'origine. Les graines peuvent aussi voyager dans le tube digestif d'oiseaux ou mammifères herbivores, domestiques ou sauvages, et être libérées dans les crottes. Enfin, les graines peuvent être dispersées en étant transportées sur ou dans des machines et outils agricoles, dans les rainures des pneus de véhicules, ou dans des balles de foin ou de luzerne. Les graines sont enveloppées d'une substance mucilagineuse, ce qui explique peut-être le fait que des graines âgées de 3 à 10 ans ont plus de chances de germer que des graines de l'année, le mucilage ayant davantage de temps pour être lessivé ou dégradé. Des différences de température accusées entre les saisons semblent augmenter le taux de germination, qui est de 80 % dans les conditions optimales. Les graines conservent leur capacité de germination durant 10 ans.

### Réservoir à ravageurs
Une étude menée en Californie a montré que Solanum elaeagnifolium pouvait être un des réservoirs à virus de la chlorose de la laitue, transmis par l'aleurode du tabac (Bemisia tabaci). Cette plante serait aussi un hôte secondaire de divers insectes ravageurs tels que Leptinotarsa decemlineata ou Anthonomus eugenii, ou des nématodes Globodera rostochiensis et Globodera pallida. En Tunisie, une étude a montré qu'elle pouvait être un réservoir de virus Y de la pomme de terre.

## Systématique
L'espèce Solanum elaeagnifolium a été décrite en 1795 par le botaniste espagnol Antonio José Cavanilles dans son ouvrage Icones et descriptiones plantarum quae aut sponte in Hispania crescunt aut in hortis hospitantur
Il ne faut pas confondre cette espèce, décrite par Cavanilles, avec un homonyme : Solanum elaeagnifolium Herb. Willd. ex Steud., nomen nudum, qui n'est pas une appellation valide et qui est un synonyme de Solanum aethiopicum L.
Solanum elaeagnifolium Cav. a reçu de nombreuses appellations considérées comme synonymes, mais non valides :
- Solanum dealbatum Lindl.
- Solanum flavidum Torr.
- Solanum leprosum Ortega
- Solanum obtusifolium Dunal
- Solanum saponaceum Dunal
- Solanum saponaceum Hook.
- Solanum texense Engelm. & A. Gray

Diverses formes ou variétés ont de plus été proposées, mais elles ne sont pas reconnues comme valides,:
- Solanum elaeagnifolium forma albiflorum Cockerell
- Solanum elaeagnifolium forma benkei Standl.
- Solanum elaeagnifolium var. angustifolium Kuntze
- Solanum elaeagnifolium var. argyrocroton Griseb.
- Solanum elaeagnifolium var. grandiflorum Griseb.
- Solanum elaeagnifolium var. leprosum (Ortega) Dunal
- Solanum elaeagnifolium var. obtusifolium (Dunal) Dunal

Quant à la variété Solanum elaeagnifolium var. ovalifolium Kuntze, elle est en fait synonyme d'une espèce différente : Solanum aridum Morong

## Solanum elaeagnifoliumet l'homme

### Au niveau de l'agriculture
Bien que décorative, cette plante présente les inconvénients d'être à la fois toxique, piquante, envahissante, et un réservoir à ravageurs. Sa propagation sur les autres continents semble avoir été accidentelle. Elle aurait été réalisée par le biais du commerce, notamment celui du maïs (Zea mays) et de la luzerne (Medicago sativa), à cause de fourrage ou de semences contaminés par des graines.
Solanum elaeagnifolium, une fois implantée, entre en compétition pour l'eau et les sels minéraux avec les plantes cultivées, ce qui a un impact négatif sur les rendements, notamment dans les pays arides. Elle a aussi démontré des propriétés allélopathiques vis-à-vis du coton notamment (cf paragraphe 3.1).
Les cultures les plus affectées par la présence de cette Solanaceae sont le coton (Gossypium hirsutum), dont la diminution de rendement peut atteindre 75 % en zone aride non irriguée, mais aussi la luzerne (Medicago sativa), le sorgho commun (Sorghum bicolor), le blé (Triticum aestivum), le maïs (Zea mays), ainsi que, dans une moindre mesure, l'arachide (Arachis hypogaea), l'asperge (Asparagus officinalis), la betterave sucrière (Beta vulgaris var. saccharifera), les arbres à fruits du genre Citrus, le concombre (Cucumis sativus), la tomate (Lycopersicon esculentum), l'olivier (Olea europaea subsp. europaea), le pêcher (Prunus persica), la pomme de terre (Solanum tuberosum) et la vigne (Vitis vinifera).
Au Maroc, les terres cultivables infestées par Solanum elaeagnifolium peuvent perdre jusqu'à 25 % de leur valeur, et aux États-Unis, des exploitations trop infestées ont dû être abandonnées.
De fait, elle a été déclarée indésirable dans certains États américains, mais aussi dans les pays d'Europe, d'Afrique du Nord et du Sud, du Proche-Orient et en Australie où elle tente ou a tenté de se naturaliser.

### Au niveau pharmaceutique
Chez les Amérindiens, cette plante était utilisée dans diverses préparations pour soigner les maux de gorge et de dents. Ainsi, les Zuñis soulageaient leurs maux de dents en mâchant la racine ou les baies de la plante. Les Navajos l'utilisaient de plus pour traiter les problèmes affectant les voies respiratoires, notamment au niveau du nez et de la gorge.
Cette solanacée contient, outre la solanine et la solasonine toxiques, d'autres molécules dont la solasodine. Cette dernière est elle aussi un alcaloïde qui peut être utilisé comme précurseur naturel pour réaliser en laboratoire une transformation en composés stéroïdiens, qui peuvent être utilisés pour la fabrication de molécules contraceptives ou de médicaments de type corticostéroïdes. Il semble de plus que des extraits de la plante aient une certaine efficacité contre les Mollusques et les Nématodes. Une étude a aussi démontré une activité anti-bactérienne vis-à-vis de Staphylococcus aureus et d'Escherichia coli.

### Au niveau artisanal
Certaines tribus amérindiennes (Navajos, Pimas, Cochitis) utilisaient les baies écrasées pour faire cailler le lait et obtenir ainsi une sorte de fromage. Les baies contiennent en effet une enzyme protéolytique qui explique leur utilisation comme présure. Les Pimas plaçaient aussi dans le lait un fragment d'estomac de lapin ou de vache pour accroître cette action. Les caractéristiques chimiques de cette plante lui conféraient un autre usage : les Kiowas broyaient les feuilles avec de la cervelle d'un animal fraîchement tué et utilisaient cette mixture pour tanner les peaux, notamment les peaux de Cervidae.